# چارلز جرج گوردون
چارلز جُرج گوردون (به انگلیسی: Charles George Gordon) (۲۸ ژانویه ۱۸۳۳ - ۲۶ ژانویه ۱۸۸۵) هم‌چنین مشهور به گوردونِ چینی و گوردون پاشا، ژنرال اسکاتلندی‌تبار ارتش بریتانیا با درجه سرلشکری، خدیو و حاکم بریتانیایی سودان بود.
ژنرال گوردون در پی حمله قبایل شورشی به رهبری محمد احمد المهدی به خارطوم که نهایتاً به سقوط آن شهر منجر شد، توسط نیروهای المهدی به قتل رسید.

## چین

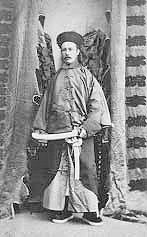
سرهنگ چارلز گوردون در لباس رسمی فرماندهان ارتش چینگ.

در سال ۱۸۶۰، گوردون داوطلب شد که به چین اعزام شود. در سپتامبر ۱۸۵۹ وارد تیانجین شد. وی در جریان جنگ دوم تریاک، در اشغال پکن و اشغال کاخ تابستانی دخالت داشت. بریتانیا تا اوایل آوریل ۱۸۶۲ شمال چین را در تصرف داشت، اما برای حفظ بندر شانگهای از خطر ارتش تایپینگ‌ها مجبور به عقب‌نشینی از شمال چین شد.
با آغاز شورش‌ها در نقاط مختلف چین و به‌خصوص قدرت‌گیری تایپینگ‌ها، دودمان چینگ و بریتانیایی‌ها برای شکست دشمنان مشترک متحد شدند و ارتشی ۳۵۰۰ نفره به‌نام ارتش همیشه پیروز (به انگلیسی: Ever Victorious Army) را تأسیس کردند. فرماندهی این ارتش به افسر خوشنامی به‌نام چارلز جرج گوردون سپرده شد.
درپی موفقیت‌های ارتش همیشه پیروز در سرکوب و شکست شورش تایپینگ‌ها، ارتش بریتانیا در تاریخ ۱۶ فوریه ۱۸۶۴ چارلز جرج گوردون را به رتبهٔ سرهنگ دومی ارتقاء درجه داد. امپراتور چین نیز به پاس خدماتش، لباس زرد امپراتوری و مقامِ کلاهِ طاووس رتبهٔ ۱ ماندارین را به وی اهدا کرد.
ژنرال گوردون در سال ۱۸۶۵ از چین به انگلستان بازگشت.

## انگلستان
پس از بازگشت از چین، به مدت ۵ سال به ریاست سپاه سلطنتی مهندسین در گریوزند، کِنت منصوب شد.

## سودان
در سال ۱۸۷۳، اسماعیل پاشا، حاکم مصر به پیشنهاد دولت بریتانیا، ژنرال گوردون را به فرمانداری استان استوایی سودان جنوبی منصوب کرد. در آن‌زمان سودان تحت لوای حکومت مشترک بریتانیایی-مصری اداره می‌شد.
ژنرال گوردون بر روی پله‌های کاخ محل سکونت حاکم بریتانیا به قتل رسید.
کالبد ژنرال گوردون هیچ‌گاه یافت نشد، اما برای وی در کلیسای جامع سنت پل، سنگ قبری نمادین بنا شد.
در سال ۱۸۹۸ میلادی، فیلد مارشال هربرت کیچنر با گُردان تحت فرمانش، پس از شکست نیروهای المهدی، برای انتقام قتل ژنرال گوردون، مقبره المهدی را ویران کرد و استخوان‌های باقی‌مانده از کالبد المهدی را به رود نیل ریخت.
در سال ۱۸۹۹ سودان به‌طور کامل مستعمره بریتانیا گردید.

## یادمان‌ها

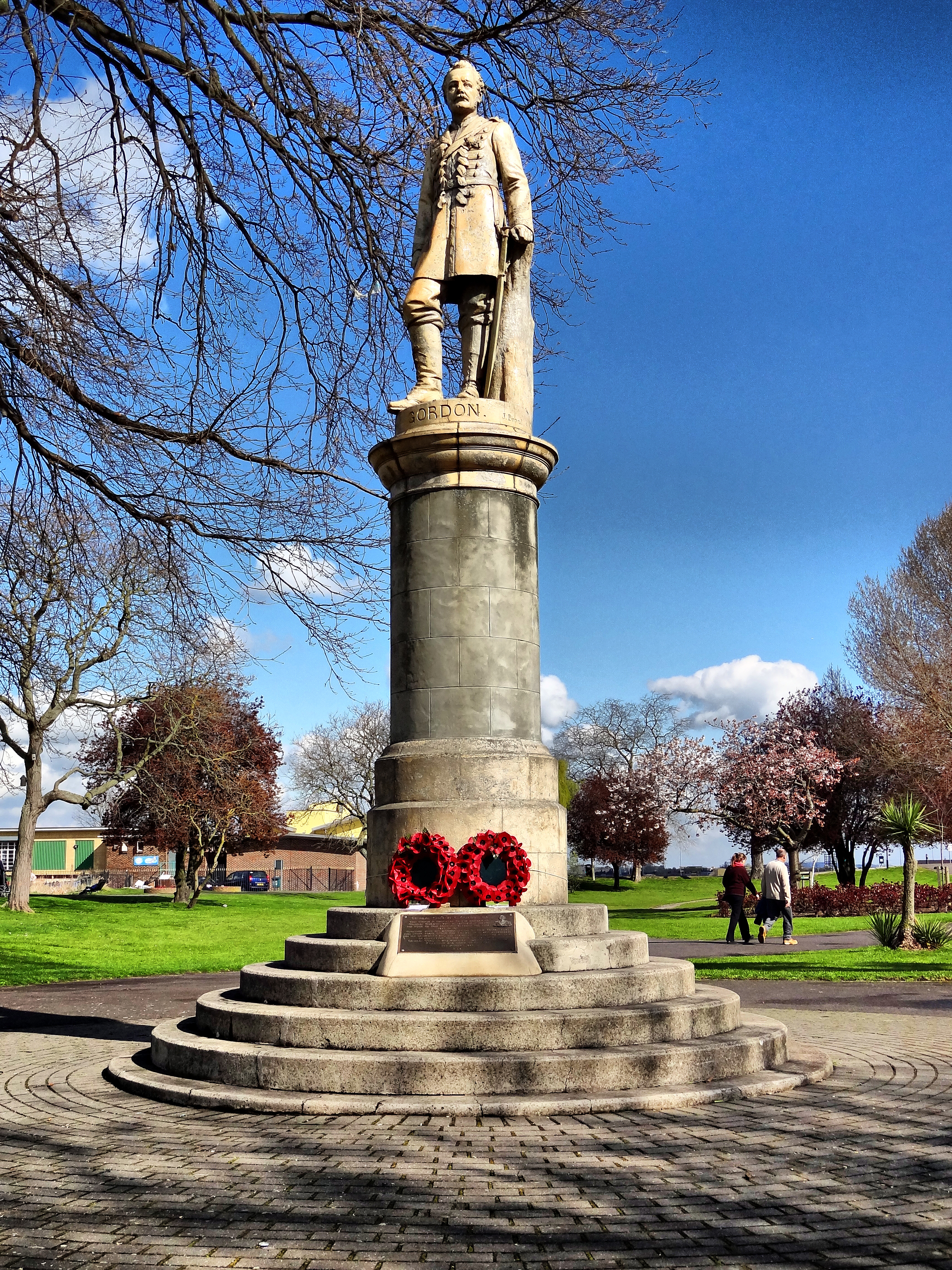
تندیس یادبودی از ژنرال گوردون در گریوزند، لندن.

- بالاتنه بُرنزی ژنرال گوردون در صحن کلیسای وست‌مینستر، لندن.[۶]
- بنای یادبود و تندیس ژنرال گوردون در گریوزند، لندن.
- بنای یادبود و تندیس ژنرال گوردون در امتداد خاکریز ویکتوریا در حاشیهٔ رود تیمز، لندن.
- بنای یادبود و تندیس ژنرال گوردون در ملبورن، استرالیا.

## در فرهنگ عامه
- فیلم سینمایی خارطوم (۱۹۶۶) با بازی چارلتون هستون در نقش ژنرال گوردون[۱۰]
- کتاب جنگ رود نیل، نوشته وینستون چرچیل (۱۸۹۹)